# Крістен Пазік
Крістен Пазік (англ. Kristen Pazik, нар. 11 серпня 1978) — американська та британська модель.
Донька колишнього бейсболіста Майка Пазіка. 
Крістен Пазік є співвласницею магазину чоловічого одягу IKKON, який є сімейним бізнесом. Разом із сестрами Карою і Марісою вони розпочали свій бізнес з інтернет-продажів, а 2014 року відкрили перший бутик у США.
В липні 2004 одружилася з українським футболістом Андрієм Шевченком. У пари четверо синів: Джордан, Крістіан, Олександр і Райдер-Габріель.